# 马西莫·法布里齐
马西莫·法布里齐（義大利語：Massimo Fabbrizi，1977年8月27日—），意大利男子射击运动员。他曾代表意大利参加2012年和2016年夏季奥林匹克运动会射击比赛，其中2012年奥运会获得一枚银牌。